# Tomás Meabe
Tomás Meabe Bilbao (Durango, 15 d'octubre de 1879 — Madrid, 4 de novembre de 1915) fou un escriptor i polític espanyol fundador de les Joventuts Socialistes d'Espanya, organització juvenil del Partit Socialista Obrer Espanyol (PSOE).

## Biografia
De família nacionalista basca de la classe mitjana bilbaïna, va ser alumne de Luis Araquistáin. Va estudiar peritatge mercantil i va treballar a la banca. Davant l'oposició del seu pare a viure en un caserío i dedicar-se a la bucòlica vida del camp que tant l'atreia, va començar estudis de nàutica i durant un any va recórrer amb vaixell Amèrica i Europa, però va acabar abandonant la vida al mar.
De retorn a la seva terra, va contactar amb el nacionalisme basc, en concret amb Sabino Arana. D'alguna forma, les arrels carlines del seu pare semblen establir-se en la seva visió política. Durant algun temps es va interessar pel moviment obrer de Biscaia i el moviment socialista basc. No va trigar a abandonar la militància nacionalista per a incorporar-se al PSOE. Els seus primers escrits van aparèixer al setmanari La Lucha de Clases, òrgan socialista biscaí.
Havia estat un jove profundament religiós, i en aquests moments, al seu canvi polític va abandonar la i va esdevenir profundament anticlerical i antinacionalista. Els enfrontaments amb el seu antic mentor, Sabino Arana, es van fer palesos en el creuament d'escrits que ambdós van mantenir a través dels diferents òrgans d'expressió del Partit Nacionalista Basc i el PSOE. Aquests canvis polítics i de fe el van enfrontar a la seva família, nacionalista i catòlica, i fins al seu propi germà Santiago, director del periòdic nacionalista La Patria. Dos altres germans, el germà gran José Julián Meabe (1877-1903) i Santiago Meaba — també van abandonar el nacionalisme catòlic familiar i optar per al socialisme. El 1902 comença a escriure al setmanari La Lucha de Clases i un any més tard, amb només vint-i-quatre anys en va ser nomenat director. Així el 1903 a la sortida d'un homenatge a la Mare de Déu de Begoña, declarada patrona del País Basc, un grup de joves distribueix pamflets amb un article seu entitulat «Idolatria» al qual ridiculitza acrimoniosament la Verge Maria i Pius X. Un any més tard aquest escrit li va valdre una condemna per delicte de premsa i blasfèmia. La seva defensa ardent dels principis socialistes li va costar tretze processos civils i dos processos militars. La presó de Larrinaga el va veure entrar sortir en multitud d'ocasions.
El desembre de 1903 va fundar les Joventuts Socialistes de Bilbao i les agrupacions en poc temps es van estendre a tota Biscaia primer, i a tot Espanya després des del 1906 amb Andrés Saborit Colomer. Va coincidir en la direcció socialista amb Indalecio Prieto, Luis Araquistáin i Julián Zugazagoitia. L'estiu de 1904 hagué de complir una pena de vuit anys de presó i es va exiliar a França per a retornar a Bilbao a principi de 1905 gràcies a un indult. El 1906 va ser bandejat de nou i va fixar la seva residència a París, on va traduir Plató per a una editorial francesa. La primavera de 1908 va morir el seu pare i retornà a Espanya a pesar de la condemna, desafiant al Ministre de l'Interior amb una carta en la qual instà la seva detenció. Va tornar a França i va viatjar també a Gran Bretanya on va treballar com a traductor mal pagat.
El 1912 va romandre ocasionalment a Espanya, es casà a Eibar amb Julia Iruretagoyena, amb qui va tenir un fill. Un temps abans havia contret la tuberculosi. Va morir el 4 de novembre de 1915 a un barri obrer de Madrid. Al seu enterrament va assistir el fundador de Partit Socialista, Pablo Iglesias.
La seva memòria s'honra anualment al cementiri de Bilbao, situat a la població de Derio, al monument aixecat en honor seu seguint les indicacions del mateix Meabe sobre la seva sepultura. Així mateix, la ciutat de Bilbao li va dedicar una petita plaça situada al casc vell de la vila, entre la plaça d'Unamuno i els carrers Prim i Iturribide.

## Conversió a l'ateisme
Tomás Meabe era un jove profundament religiós, profundament tenyit pel nacionalisme basc i catòlic que regnava a can ses pares. Hauria pujat a les muntanyes buscant un lloc on meditar, resar i comunicar-se amb Déu. Tot i això, la lectura d'obres religioses com els escrits de Tomàs de Kempis i altres autors catòlics no acabaven de satisfer-li. Als disset anys arriba a la conclusió que «creu en un Déu que fa perdurar les injustícies». Als seus articles «Una conversión» i «Meditaciones de un gusano», manifesta la seva set de debò que no troba en un Déu que qualifica de «dolent». Al seu segon viatge amb vaixell, Sabino Aran li havia donat una pila d'exemplars de La Lucha de Clases i el Manifest Comunista, amb l'encàrrec de redigir una crítica d'aquests escrits des del sa punt de vista catòlic, tradicional i nacionalista. Aquesta lectura va tenir l'efecte contrari. En tornar d'aquest viatge, es va prsentar a la redacció de La Lucha… amb un article sobre l'explotació dels obrers. Des d'aleshores, opta, segons les seves pròpies paraules «per al sol del socialisme, nou sol de la meva vida». Aquest ateisme militant el durà a un greu conflicte amb l'ala conservadora de la seva família que mai no es va voler reconciliar amb ell per la resta de la seva vida. També en va resultar enfrontaments permanents als diaris bascs amb els nacionalistes, molt vinculats a l'església catòlica. No obstant això, la seva postura es manifestarà més com a anticlericalisme i com a condemna del Déu de l'Antic Testament. La figura de Jesús de Natzaret tindrà sempre gran força en el seu pensament.

## L'escriptor
Qualificat com a prosista líric, Tomás Meabe va ser el primer dirigent socialista espanyol a qui se li va reconèixer la capacitat d'escriure poesia, contes i articles plasmant el sentit transcendent del seu pensament i fer-ne literatura. Va destacar com articulista a la premsa basca i a les seves pròpies reflexions va deixar dit: «voldria escriure amb amor i la ploma se'm torna fuet».

## Obres
- Obras completas. Bilbao, 1920.
- Parábolas, 1920.
- Fábulas del errabundo, 1935.
- Apuntes d'un moribundo. 1915